# Учёный комитет Министерства народного просвещения
Учёный комитет Министерства народного просвещения — подразделение Министерства народного просвещения Российской империи.
В числе основных задач комитета были: выбор, составление и распространение учебных книг и пособий. Также им рассматривались, по поручению министра, различные поступающие в министерство педагогические вопросы и предположения, проекты учреждения учёных обществ и др. Задача по обеспечению учебниками стояла уже со времен Петра I. При Екатерине II эта задача была возложена на «Комиссию об учреждении народных училищ», созданную в 1782 году, а при Александре I — на «Главное училищ правления»: учёный комитет, как часть этого правления был создан 24 октября 1817 года. Учебный комитет был упразднен 10 сентября 1831 года и задача обеспечения учебниками, в основном, выполнялась Комитетом устройства учебных заведений, учреждённым в мае 1826 года и закрытым в 1850 году, в составе которого имелся Комитет учебных пособий, состоявший из академиков и профессоров. Затем в течение шести лет действовал Комитет рассмотрения учебных руководств под председательством директора Главного педагогического института И. И. Давыдова, который был закрыт 22 августа 1856 года, с восстановлением Учёного комитета главного правления училищ. В записке министра народного просвещения А. С. Норова указывалось на сокращение объёма задач комитета: 

Цензурные обязанности, возложенные на комитет рассмотрения учебных руководств должны естественно отойти к цензуре; часть же педагогическая и учебная будет сосредоточена в ученом комитете при главном правлении училищ, который обязан будет, подробно следя за ходом всей нашей учебной и педагогической литературы, объявлением об особенно бесполезных или плохих сочинениях этого рода препятствовать распространению их в публике.
В 1869 году был создан «особый отдел учёного комитета исключительно по рассмотрению книг для народного чтения»; 13 января 1884 года было образовано особое отделение по техническому и профессиональному образованию.
В 1873 году по инициативе учёного комитета была учреждена Премия имени императора Петра Великого — «за лучшие учебные руководства и пособия для средних и низших учебных заведений и за книги для народного чтения».
В 1901 году председатель учёного комитета академик Н. Я. Сонин, внёс в его деятельность, с согласия министра, ряд существенных изменений.
Учёный комитет состоял из председателя, определяемого именным высочайшим указом, неопределенного числа постоянных членов, назначаемых министром, и правителя дел — с правом приглашать с разрешения министра, по мере надобности, и посторонних лиц с правом голоса.
Председатели учёного комитета
- 1867—1873: Фойгт, Карл Карлович
- 1873—1901: Георгиевский, Александр Иванович
- 1901—1915: Сонин, Николай Яковлевич
- 1915—1917: Левицкий, Григорий Васильевич